# Arquelau de Capadòcia
Arquelau (en llatí Archelaus en grec antic Ἀρχέλαος "Arkhélaos"), descendent (besnet) del general Arquelau i fill d'Arquelau II de Comana fou rei de la Capadòcia, designat pels romans el 36 aC. Sembla que va tenir el sobrenom de Sisinna, o potser era un altre personatge.
Marc Antoni, després d'haver expulsat al rei Ariarates X va donar a Arquelau el regne de Capadòcia, potser pels llaços clientelars que tenia amb ell la família d'Arquelau, però el principal motiu van ser els encants de la seva mare Glafira, segons Dió Cassi i Estrabó. Appià, que diu que aquest fet va passar l'any 41 aC, anomena Sisinna a Arquelau, cosa que potser és un error, o bé era un sobrenom d'Arquelau. Va tenir un regnat pacífic i tranquil. Durant la guerra entre Marc Antoni i Octavi sempre es va mantenir entre els aliats d'Antoni, segons Plutarc. Després de la batalla d'Àccium, cap a l'any 25 aC, Octavi va deixar a Arquelau en el poder, i a més va afegir al seu regne Cilícia i Armènia Menor.
Els seus súbdits, en temps d'August, van presentar una acusació contra ell, però Tiberi el va defensar, segons Suetoni. Però més tard Tiberi li va agafar ràbia perquè segons sembla Arquelau va tractar millor a Gai Agripa que al mateix Tiberi. Quan va pujar al tron l'any 14, Tiberi el va cridar a Roma, i el va acusa davant el senat de plans revolucionaris contraris a Roma i el van condemnar a mort. Però Arquelau ja era molt vell, al tomb dels setanta anys (o almenys això deia) i no es va considerar necessari executar la sentència però va ser obligat a romandre a Roma sense poder tornar a la Capadòcia. A la seva mort, probablement l'any 17, el regne de Capadòcia es va convertir en província romana.